# Moshe Leib Lilienblum
Moshe Leib Lilienblum (in yiddish משה לייב לילינבלום‎?; Kėdainiai (Governatorato di Kovno), 22 ottobre 1843 – Odessa, 12 febbraio 1910) è stato un letterato e scrittore russo di origini ebraiche. Usò anche lo pseudonimo Zelaphchad Bar-Chuschim (in ebraico: צלפחד בר־חושים?).

## Biografia
Moshe Yehuda Leib Lilienblum era figlio di R. Zevi, un povero bottaio. Da suo padre apprese il calcolo del corso delle stelle in relazione al calendario ebraico (Ḥaṭṭot Ne'urim, vol. 1, p. 15). Anche suo nonno materno, che era un insegnante, ha contribuito alla sua prima educazione. All'età di tredici anni organizzò una società di ragazzi per lo studio di En Ya'aqob (Ḥaṭṭot Ne'urim, vol. 1, p. 14) e all'età di quindici anni si sposò e si stabilì a Ukmergė. Un cambiamento nelle fortune di suo suocero lo costrinse ad utilizzare le proprie risorse, e nel 1865, Lilienblum stabilì una yeshivah a Vilnius e un'altra l'anno successivo (Ḥaṭṭot Ne'urim, vol. 1, p. 53-54) .

## Visioni mutate dell'ebraismo e della questione ebraica
I cambiamenti che hanno interessato la comunità ebraica nel corso degli anni, tuttavia, determinarono un grande cambiamento nell'atteggiamento di Lilienblum nei confronti del giudaismo e della questione ebraica. Inizialmente aveva letto gli scritti dei Maskilim, i capi dell'Haskalah, in particolare quelli di Abraham Mapu e M.A. Ginzburg. Questi provocavano in lui un sentimento di insoddisfazione per i tradizionali studi talmudici e un'avversione per l'ignoranza e la superstizione che lo circondavano; decise, quindi, di combattere questi difetti. In un articolo intitolato Orḥot ha-Talmud, in Ha-Meliẓ, 1868, accusò le credenze e le pratiche superstiziose del suo popolo, chiedendo la riforma dell'ebraismo ed insistendo sulla necessità di stabilire una "connessione più stretta tra religione e vita". Questo articolo, ed altri della stessa natura che seguirono, aizzarono le comunità ebraiche in Russia e contro di lui sorse una tempesta di indignazione tra gli ortodossi più tradizionalisti; fu denunciato come libero pensatore e la sua permanenza a Wilkomir divenne impossibile. Nel 1869 si recò poi a Odessa dove intendeva prepararsi per l'università (Ḥaṭṭot Ne'urim, vol. 2, p. 3), ma fu costretto a rinunciare a quell'idea.
Le rivolte antiebraiche del 1880 e del 1881, tuttavia, suscitarono a Lilienblum una consapevolezza della posizione pericolosa degli ebrei "in esilio" e scrisse delle sue apprensioni in un articolo intitolato Obshcheyevreiski Vopros i Palestina (in Razsvyet, 1881, nn. 41, 42); in esso indica il ristabilimento degli ebrei in Palestina come unica soluzione della questione ebraica. Questo articolo non rimase senza risultati; alcuni salutarono l'idea come pratica e si impegnarono a realizzarla. Nel 1883 fu organizzato a Odessa un comitato per la colonizzazione della Palestina, Lilienblum in qualità di segretario e il dottor Leon Pinsker, autore di Auto-Emancipation, come presidente. Con la conferenza Hibbat Zion a Katowice, alla quale Lilienblum prese parte con serietà ed energia come segretario, i rappresentanti dell'ebraismo europeo si incontrarono e discussero i primi piani di colonizzazione in Palestina; fu posta una prima pietra per il movimento sionista (Derek la-'Abor Golim, pag. 16).
L'attività di Lilienblum copre quindi due periodi distinti del suo pensiero. Nel primo periodo seguì l'esempio dei Maskilim e dell'Haskalah e chiese la riforma dell'ebraismo; differiva tuttavia dai Maskilim in quanto era molto meno stravagante, il suo stile era libero dalla meliẓah fiorita (linguaggio eloquente o figurato), da loro usata e le sue idee erano caratterizzate da sobrietà e chiarezza. Il suo Orḥot ha-Talmud, citato sopra, e la sua autobiografia, Ḥaṭṭot Ne'urim (I peccati della giovinezza; Vienna, 1876), contengono una descrizione delle sue lotte materiali e spirituali; entrambi determinarono uno stacco marcato rispetto al periodo precedente. La sua influenza nel secondo periodo, quello del risveglio nazionale ebraico, al quale partecipò attivamente, fu dovuto anche a questo stile caratteristico. Nel suo articolo sulla questione ebraica e la Palestina nel 1881, così come nel suo successivo O Vozrozhdenii Yevreiskavo Naroda (Odessa, 1883), che include il primo e altri saggi di carattere simile, presenta in modo chiaro e sobrio la posizione anomala tenuta dal popolo ebraico tra le nazioni in cui viveva e dimostra logicamente la sua mancanza di speranza se non attraverso l'indipendenza nazionale.

## Lavori
Lilienblum ha anche scritto:
- Ḳehal Refa'im, una poesia che descrive i diversi tipi di ebrei russi dell'epoca, come appaiono negli inferi (Odessa, 1870);
- Olam ha-Tohu, su alcune fasi della letteratura ebraica (in Ha-Shaḥar, 1873);
- Haṭṭot Ne'urim. Vienna, 1876. 2 vols. in one
- Biḳḳoret Kol Shire Gordon, su J. L. Gordon come poeta (in Meliẓ Eḥad Mini Elef, San Pietroburgo, 1884);
- Zerubbabel, dramma storico in yiddish (Odessa, 1888);
- Derek la-'Abor Golim, una storia del movimento Chovevei Zion fino alla ratifica da parte del governo russo del comitato per la colonizzazione della Palestina (Varsavia, 1899);
- Derek Teshubah, un'aggiunta a Ḥaṭṭot Ne'urim, che descrive il passaggio dell'autore dal periodo negativo dell'Haskalah al periodo positivo del risveglio nazionale (Varsavia, 1899);

Pyat Momentov Zhizhni Moiseya (in russo; Varsavia, 1900), un'analisi psicologica di alcuni momenti importanti della vita di Mosè
Lilienblum curò anche Kawweret, una raccolta di articoli in ebraico (Odessa, 1890), e il Luaḥ Aḥiasaf, 1901. Fu autore di numerosi altri articoli, di cui il più importante è O Neobkhodimosti Reform v Yevreiskoi Religii (in Voskhod, 1882-83).